# 近江八幡市立八幡西中学校
近江八幡市立八幡西中学校（おうみはちまんしりつ はちまんにしちゅうがっこう）は、滋賀県近江八幡市古川町にある公立中学校。

## 沿革
出典
- 1947年（昭和22年）4月1日 - 学校教育法施行6・3制実施により野洲郡北里村立北里中学校、野洲郡篠原村立篠原中学校、野洲郡祇王村立祇王中学校の3校が合併し、市町村組合立東部中学校発足
- 1955年（昭和30年）
  - 3月3日 - 北里村が近江八幡市に編入合併。
  - 4月1日 - 野洲町と篠原村と祇王村が合併し、新しく野洲町となったのにともない近江八幡市・野洲町学校組合立東部中学校となる。
- 1959年（昭和34年）4月1日 - 組合立解散により近江八幡市立⻄中学校および野洲町立野洲中学校北里校舎として改編発足
- 1960年（昭和35年）4月1日 - 野洲町立北里校舎廃止
- 1982年（昭和57年）
  - 3月31日 - 近江八幡市立西小学校閉校
  - 4月 - 中学校区再編により近江八幡市立⻄中学校を仮校舎として近江八幡市立八幡⻄中学校発足。4月7日を創立記念日とする。

## 通学区域
- 桐原東小学校区
- 桐原小学校区
- 北里小学校区